# Landesgefängnis (Liechtenstein)

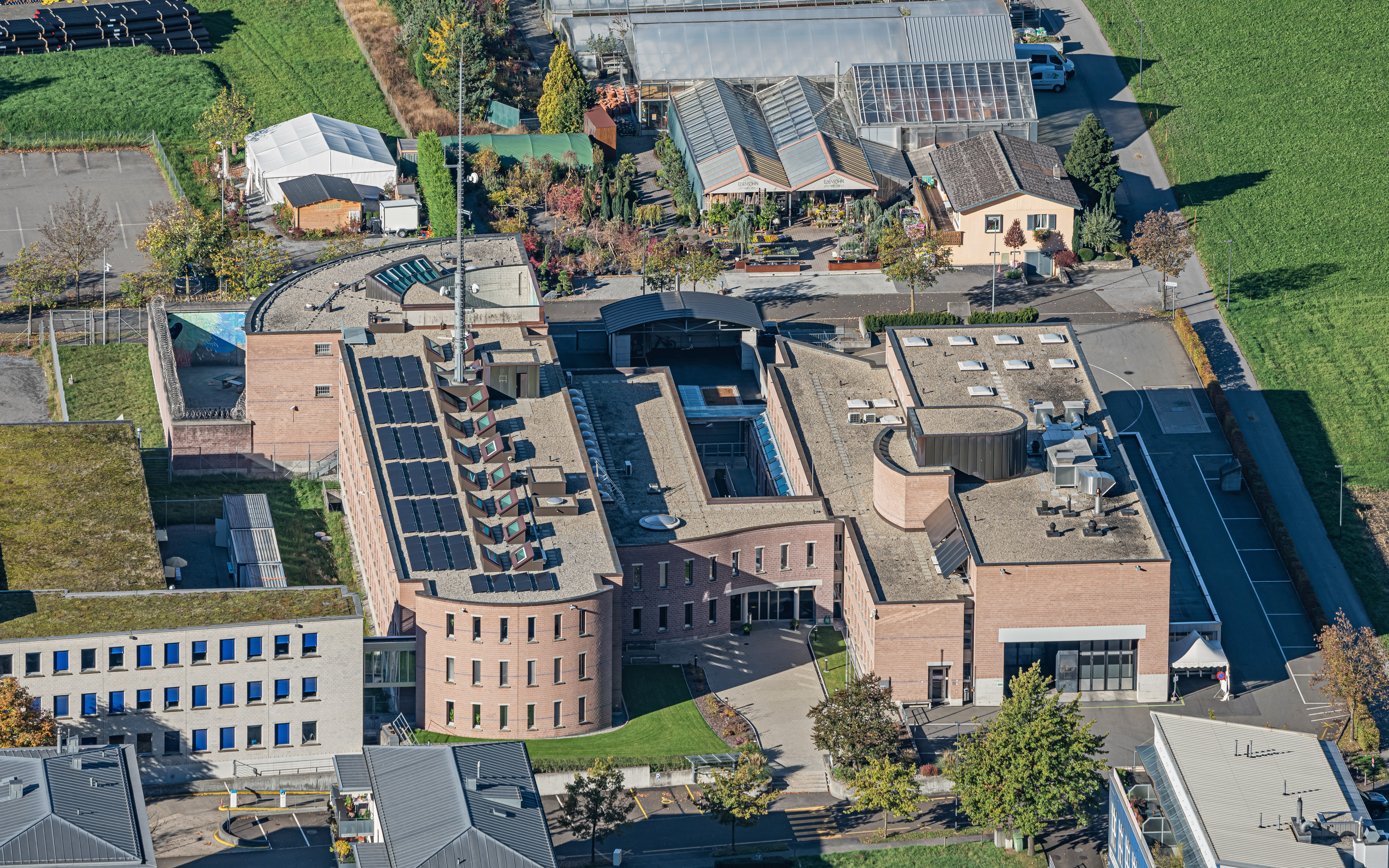
Aussicht auf das Gefängnis von der Bergstrasse

Das Liechtensteinische Landesgefängnis ist die einzige Untersuchungshafteinrichtung im Fürstentum Liechtenstein und befindet sich angeschlossen an das Gebäude der Landespolizei in Vaduz. Bis zum Jahr 2017 wurden auch kürzere Haftstrafen im Landesgefängnis vollstreckt. Nachdem eine Arbeitsgruppe aber feststellte, dass die Räumlichkeiten des Landesgefängnisses hierfür nicht mehr internationalen Standards genügten, werden sämtliche Haftstrafen liechtensteinischer Häftlinge seitdem in österreichischen (bzw. im Entlassungsvollzug in schweizerischen) Gefängnissen vollzogen.

## Konzeption
Im Landesgefängnis, das organisatorisch wie baulich der Landespolizei angegliedert ist, werden seit 2017 nurmehr Untersuchungshaften gemäss liechtensteinischer Strafprozessordnung sowie Verwahrungs-, Polizei- und Ausschaffungshaften vollzogen. Strafhaften werden seit 1983 zum Teil und seit 2017 ausschliesslich aufgrund eines internationalen Abkommens mit der Republik Österreich in österreichischen Justizanstalten vollzogen. Die Inhaftierten werden hierfür nach ihrer rechtskräftigen Verurteilung durch ein Liechtensteinisches Gericht an die österreichische Justiz zum Strafvollzug übergeben. Den Entlassungsvollzug Liechtensteinischer Strafgefangener übernimmt die Strafanstalt Saxerriet im benachbarten Schweizer Kanton St. Gallen, die gemeinsam mit der österreichischen Justizanstalt Feldkirch, in der die Liechtensteinischen Strafgefangenen mehrheitlich untergebracht werden, das Liechtenstein am nächsten gelegene ausländische Gefängnis ist.
Die Belagskapazität des Landesgefängnisses liegt bei 20 Haftplätzen, von denen 16 für männliche und vier für weibliche Insassen bestimmt sind. Ausserdem sind im Hafttrakt des Landesgefängnisses auch eine Sicherheitszelle (Ausnüchterungszelle) sowie eine Mehrpersonenzelle für maximal neun Personen untergebracht, die der polizeilichen Anhaltung dienen. Den Gefangenen stehen neben dem Spazierhof für den obligatorischen Hofgang eine kleine Bibliothek, ein Kraftraum sowie ein kleiner Arbeitsraum zur Verfügung. Im Jahr 2020 – als aufgrund der COVID-19-Pandemie über mehrere Monate keine Strafgefangenen in österreichische Justizanstalten überführt werden konnten – waren im Landesgefängnis über das gesamte Jahr gesehen 57 Personen inhaftiert, die zusammengerechnet 3'425 Hafttage im Landesgefängnis verbrachten.

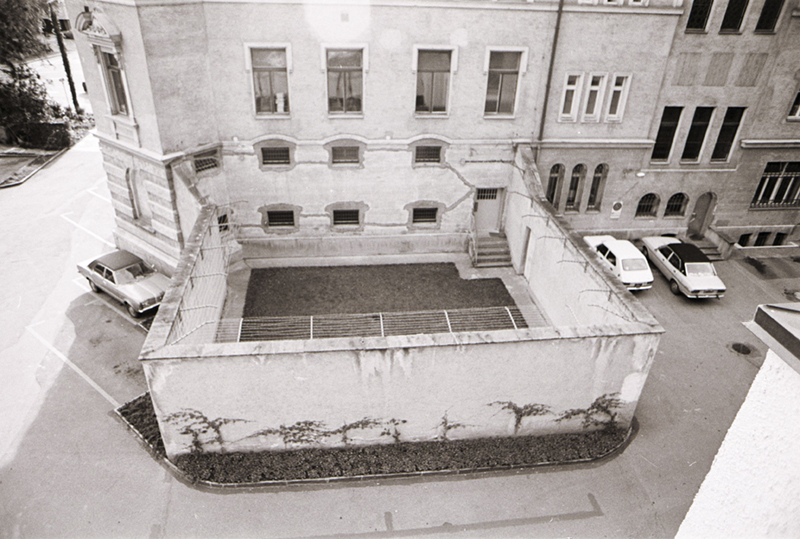
Ehemaliger Gefängnishof des damaligen Landesgefängnisses im Regierungsgebäude in Vaduz (1975)

Geplant und gebaut wurde das Gefängnis gemeinsam mit dem Polizeigebäude im Jahr 1991 am Ortsrand von Vaduz. Zuvor waren Freiheitsstrafen in Liechtenstein in den Gefängniszellen im Keller des Regierungsgebäudes vollzogen worden. Ein geplanter Ausbau des Gefängnisses wurde im Jahr 2004 im Rahmen eines Referendumsbegehrens von der Mehrheit der liechtensteinischen Bevölkerung abgelehnt.